# Confederació Hidrogràfica del Tajo
La Confederació Hidrogràfica del Tajo és un organisme de conca intercomunitària, creat mitjançant Reial decret el 5 de març de 1926 per a gestionar les aigües de la seva demarcació hidrogràfica, la part espanyola de la conca del Tajo. La Llei d'aigües la defineix com una entitat de dret públic amb personalitat jurídica pròpia i diferent del Estat, adscrit a efectes administratius al Ministeri d'Agricultura, Alimentació i Medi Ambient com a organisme autònom amb plena autonomia funcional.

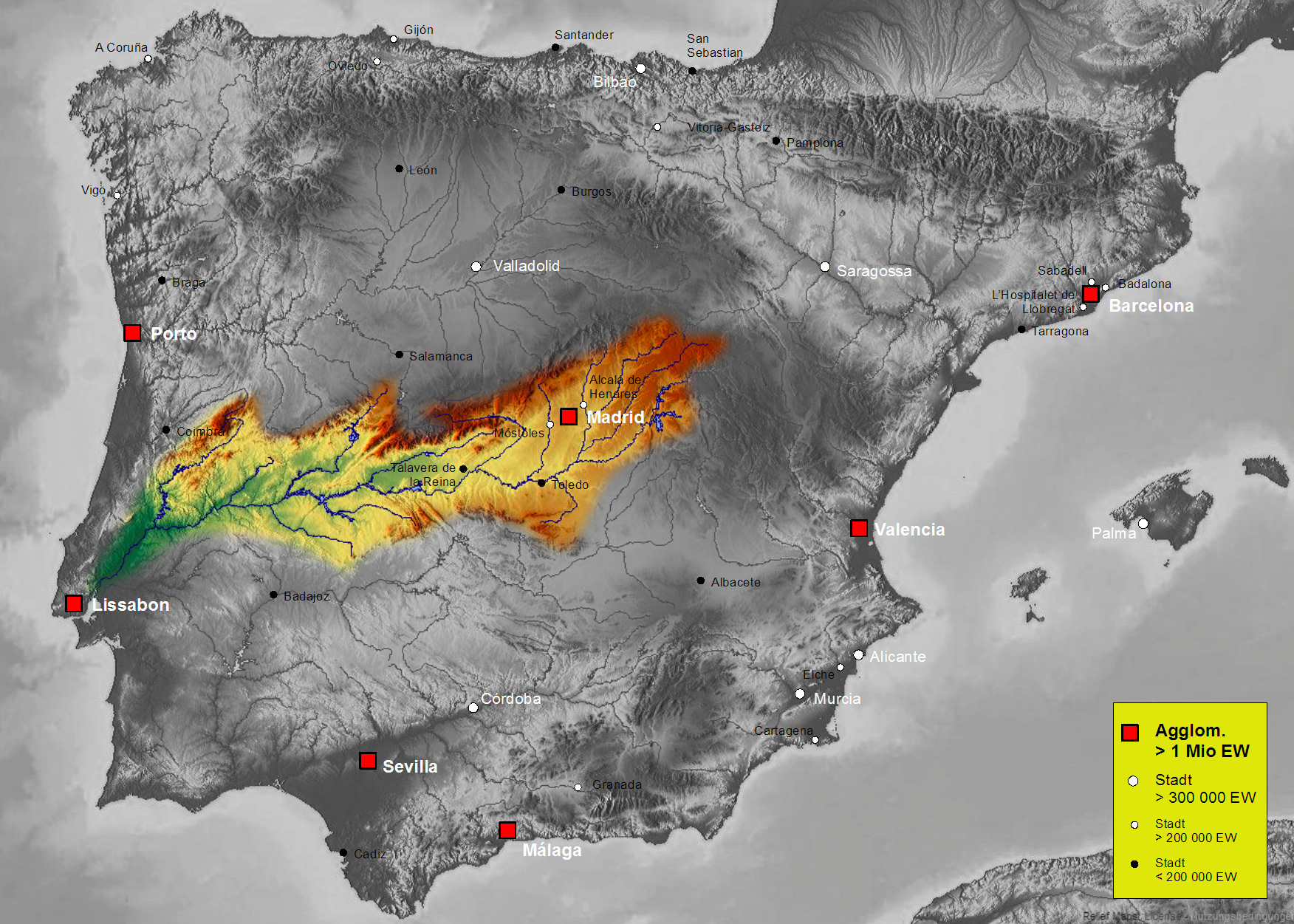
Mapa físic de la conca del Tajo

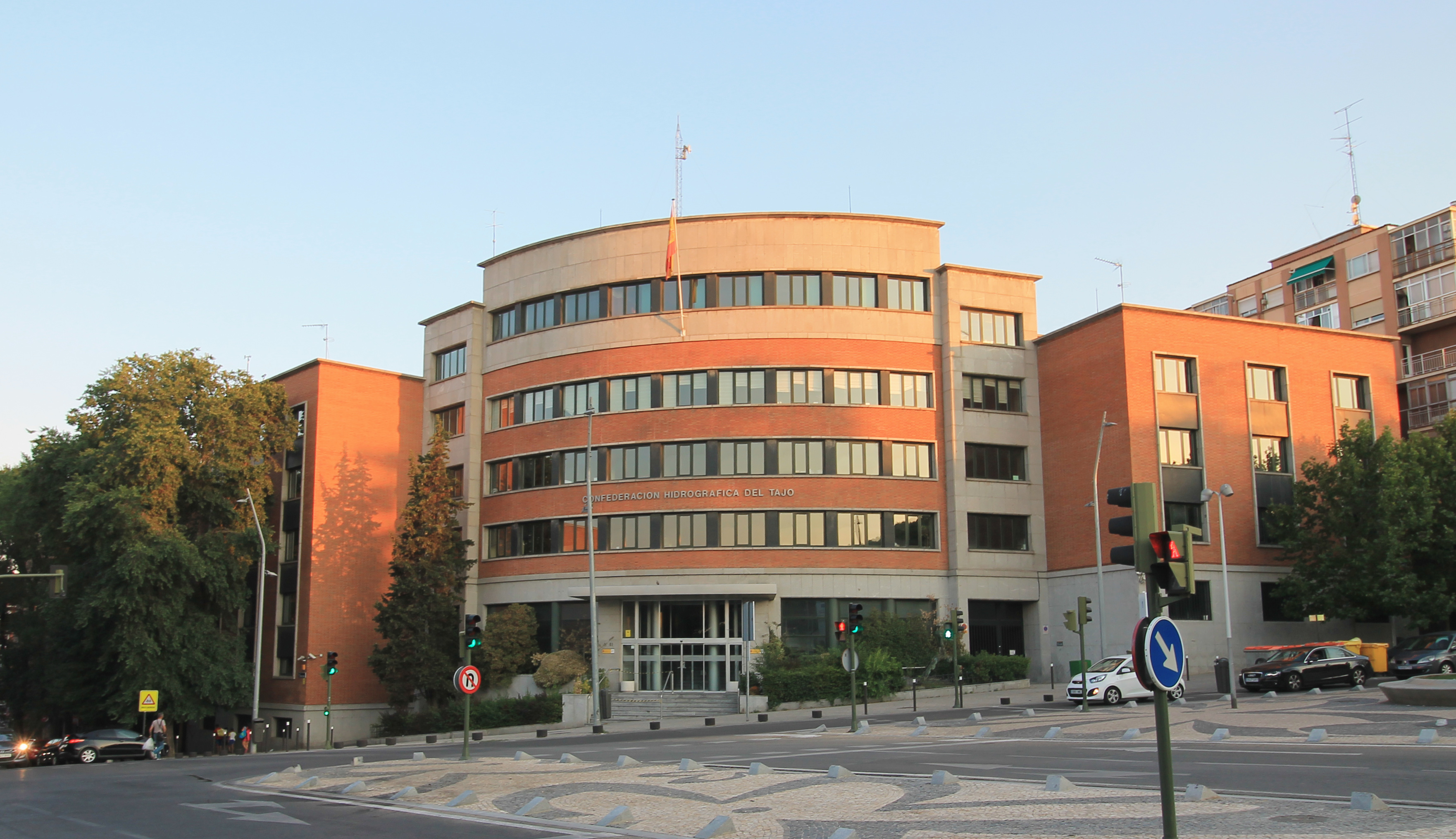
Seu de la CHT a Madrid

Exerceix un important paper en el seu demarcació hidrogràfica, atès que, entre altres funcions, s'encarrega de la planificació hidrològica, la gestió de recursos i aprofitaments, la protecció del domini públic hidràulic, les concessions de drets d'ús privatiu de l'aigua, el control de qualitat de l'aigua, el projecte i execució de noves infraestructures hidràuliques, els programes de seguretat de preses, bancs de dades…

## Evolució històrica de l'organisme
Espanya ha estat el país pioner en l'estudi i tractament dels problemes hidrològics i hidràulics amb un estudi territorial basat en les conques hidrogràfiques, gestat ja a mitjan segle xix amb la finalitat d'aprofitar de forma racional els escassos i irregulars recursos hídrics espanyols. En 1861 comencen els estudis per a la creació d'organismes que, basats en les conques naturals dels rius, gestionessin els recursos existents, fruit d'aquests va ser la creació de les divisions hidràuliques el 1865 i la promulgació de la primera Llei d'Aigües de 1866.
El Reial decret de 5 de març de 1926, va crear les Confederacions Hidrogràfiques, el Decret establia les bases, la definició de les funcions, facultats i organització de les Confederacions, amb vista a la realització de les obres hidràuliques necessàries i de les quals Espanya, en gran manera mancava; aquest mateix any es crearien les dues primeres, sota el nom de Confederacions Hidrogràfiques Sindicals, una a l'Ebre i una altra al Segura, es va mantenir la figura anterior de les Divisions Hidràuliques, fins i tot en aquelles en les quals ja existien o van anar apareixent les diferents Confederacions, amb l'encàrrec de regular els assumptes jurídics, concessionals i administratius de les conques, mentre que les Confederacions assumien les labors d'execució d'infraestructures, ben pròpies de l'Estat o bé en suport a municipis, diputacions o comunitats de regants.
El desenvolupament de la Constitució Espanyola de 1978, que va establir els principis de descentralització, desconcentració i coordinació per a l'Administració Pública, es va crear mitjançant la Llei d'Aigües de 1985 els nous organismes de conca, que mantenint l'anterior nom, van integrar les Comissaries d'Aigües l'1 de gener de 1986.

## Distribució territorial

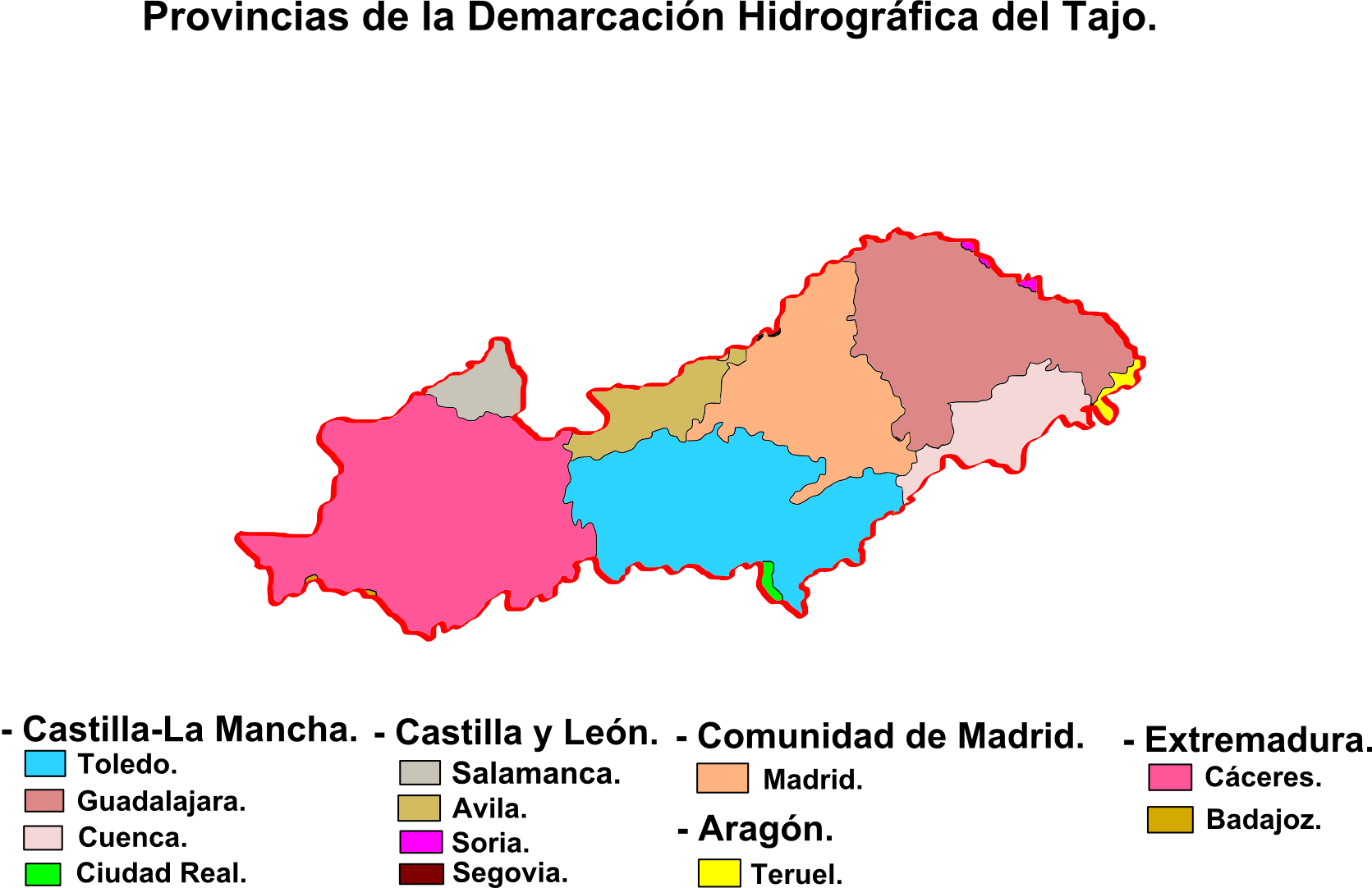
Províncies incloses en la Confederació hidrogràfica del Tajo.

L'àmbit territorial de la conca del Tajo, 55.645 km² en la zona espanyola, s'estén per cinc comunitats autònomes, totalitzant dotze províncies, així mateix s'assenten quatre capitals de província dins de la conca, Madrid, Toledo, Guadalajara i Càceres.
| Autonomies          | Participació | en   | la        | conca | % Respecte a | autonomies |
|                     | Extensió km² | %    | Habitants | %     | Extensió     | Població   |
| ------------------- | ------------ | ---- | --------- | ----- | ------------ | ---------- |
| Castella - la Manxa | 26.699       | 48   | 587.184   | 9,6   | 33,7         | 34,4       |
| Extremadura         | 16.738       | 30,1 | 383.461   | 6,3   | 40,2         | 36,5       |
| Comunitat de Madrid | 7.983        | 14,4 | 5.030.958 | 82,5  | 99,8         | 100        |
| Castella i Lleó     | 3.987        | 7,2  | 96.320    | 1,6   | 4,2          | 4,1        |
| Aragó               | 238          | 0,4  | 1.190     | 0,0   | 0,5          | 0,1        |
| Total               | 55.645       | 100  | 6.099.113 | 100   |              |            |

## Infraestructura hidràulica
El Pla Nacional d'Obres Hidràuliques de 1902, elaborat pel Cos d'Enginyers, incloïa les obres necessàries per al reg de 181.850 hectàrees, en la conca del Tajo.
En 1933, any en què es redacta un nou Pla, pràcticament no s'havia realitzat cap obra programada anteriorment, tan sols els embassaments de el Burguillo i el Charco del Cura, amb una finalitat eminentment hidroelèctrica, aconseguien una regulació del riu Alberche i podien permetre el regadiu en la zona de Talavera de la Reina. Aquest nou Pla incloïa les obres no realitzades anteriorment reduint a 110.000 ha, la superfície irrigable, limitació imposada pel projectat transvasament a la zona del Llevant dels recursos que el Pla suposava sobrants en la conca; a partir de llavors s'inicia la planificació dels possibles aprofitaments, interromputs per la Guerra Civil Espanyola de 1936, que van començar a tenir el seu desenvolupament a partir de 1940.

## Esdeveniments
Taula amb episodis de sequera meteorològica ocorreguts en la demarcació del Tajo, fins al final del segle xix.
| Any         | Esdeveniment |
| ----------- | --- |
| Prehistòria | Segons Diodor de Sicília, una sequera va despoblar la península Ibèrica en temps prehistòrics. |
| 224 aC      | Sequera al centre de la Península Ibèrica, de 26 anys de durada, produint ruïna general. |
| 680         | Gran sequera, despoblament del centre d'Espanya |
| 707 a 709   | Gran sequera, fam i malalties a tot Espanya, amb mortaldat de la meitat de la població. |
| 846-877     | Sequera de trenta-un anys, arribant al seu màxim l'any 873, en el qual es van assecar les fonts, van fallar les collites de cereals, es van perdre les vinyes i arbres fruiters i va morir el bestiar per falta d'abeuradors. En el 800 es van gelar el Mediterrani i l'Adriàtic. |
| 899         | Es repeteix la sequera encara que no amb tanta gravetat com l'anterior. |
| 982         | Sequera general a tot Espanya, no es va poder sembrar. |
| 1172        | Grans freds, es gela completament el Tajo. |
| 1243        | Sequera a Europa i fam tan extrema que va produir gran mortaldat i casos de canibalisme. |
| 1257        | Gran sequera a Castella, durant l'hivern del 57 al 58. |
| 1302        | Gran sequera, fam i mortaldat a Castella. |
| 1333        | Sequera, fam i mortaldat a Castella i Galícia. |
| 1355        | Any dels més secs; sense grans danys. |
| 1473        | Hivern molt sec. |
| 1503        | Sequera i fam a Castella. |
| 1506        | Sequera, fam i pesta a tot Espanya. Any conegut com el de la fam. Es van assecar moltes fonts i rius. Va caldre portar blat de Sicília i Rússia. |
| 1513        | Sequera i carestia a Castella fins a la sega. Després grans xàfecs. |
| 1539        | Sequera a Castella. |
| 1577        | Gran sequera a tota Castella. |
| 1630        | Sequera i fam a Castella. |
| 1639-1640   | Sequeres a totes dues Castelles i generals a Europa, baixant molts rius i assecant-se moltes fonts, que van acabar amb grans freds. |
| 1650        | Sequera de trenta anys a Castella, fins a 1680, amb plagues de llagosta. |
| 1699        | Forta sequera a Castella. El Concejo de Guadalajara pren mesures extraordinàries d'apilament de cereal en sitges públiques en l'anomenat "Any de la fam". |
| 1703        | Sequera a Castella. |
| 1723        | Sequera a Castella. |
| 1724        | Gran sequera a Castella i al juny inundacions a Segòvia. |
| 1738        | Va començar un any molt sec a Andalusia i Castella, acabant tan fred que es van gelar diversos rius a Castella. |
| 1749        | Sequera a tot Espanya. |
| 1750        | Continuació de la sequera. |
| 1752        | Continua la sequera a Castella. |
| 1764        | Sequera i fam a Castella. |
| 1767        | Sequera i fred intens a Castella i pluges torrencials al final. |
| 1789        | Sequera a Castella i Múrcia. |
| 1796        | Pertinaç sequera a Castella, Aragó i Múrcia. |
| 1803        | Any molt sec. |
| 1827        | Any molt sec. |
| 1878        | Extremadament sec a Castella, Extremadura i Andalusia. |

### Grans avingudes
Els rius de la demarcació del Tajo han generat, abans de la seva regulació, avingudes que moltes vegades s'han traduït en grans inundacions, provocant grans danys, arribant a produir perdudes personals i materials. Les zones amb major nombre d'inundacions van ser: les zones del riu Tajo a Aranjuez i Talavera de la Reina, el riu Jarama a San Fernando de Henares, el riu Tiétar i el riu Alagón.